# 維斯沃卡河

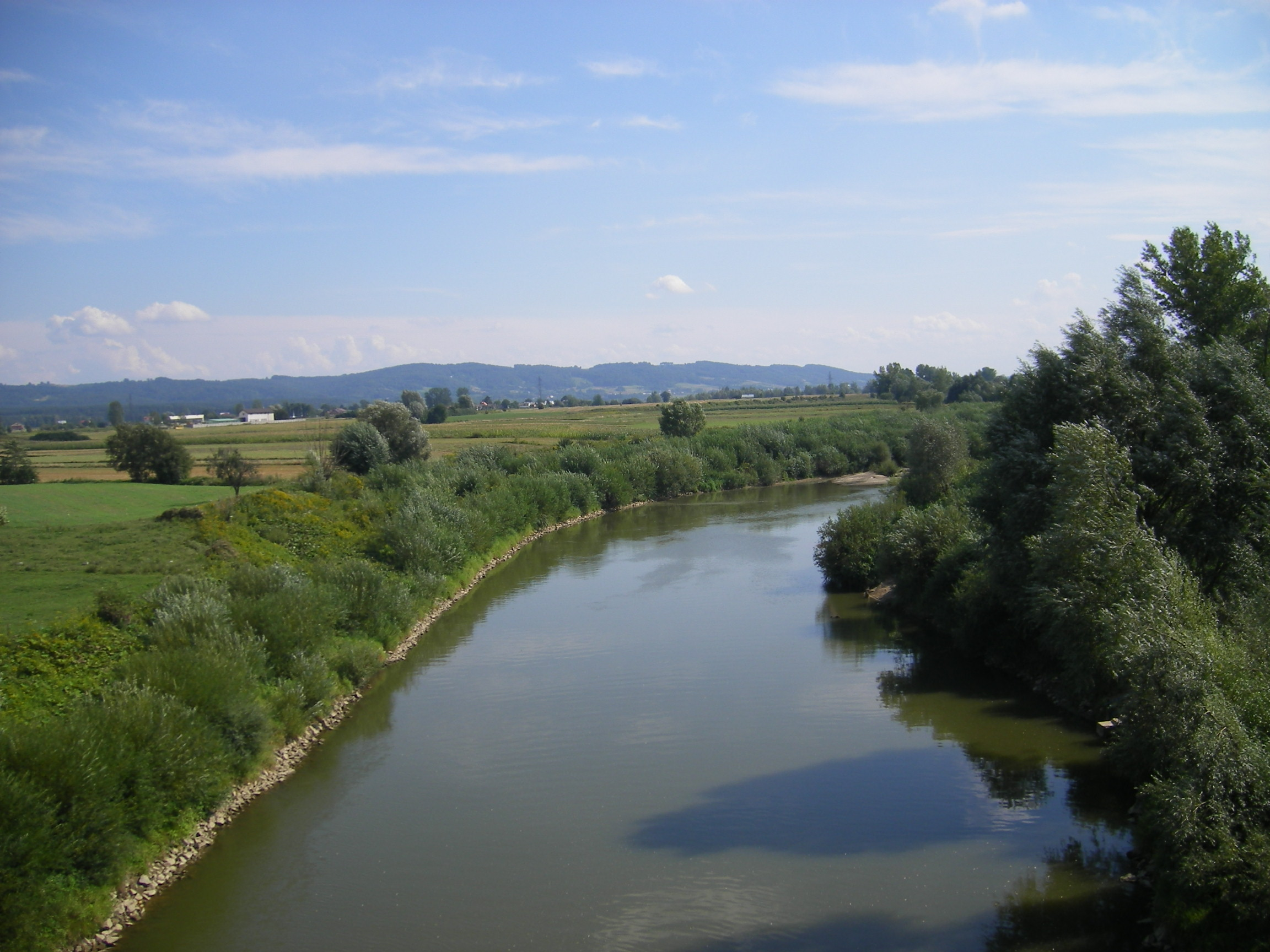
Wisłoka in Pilzno

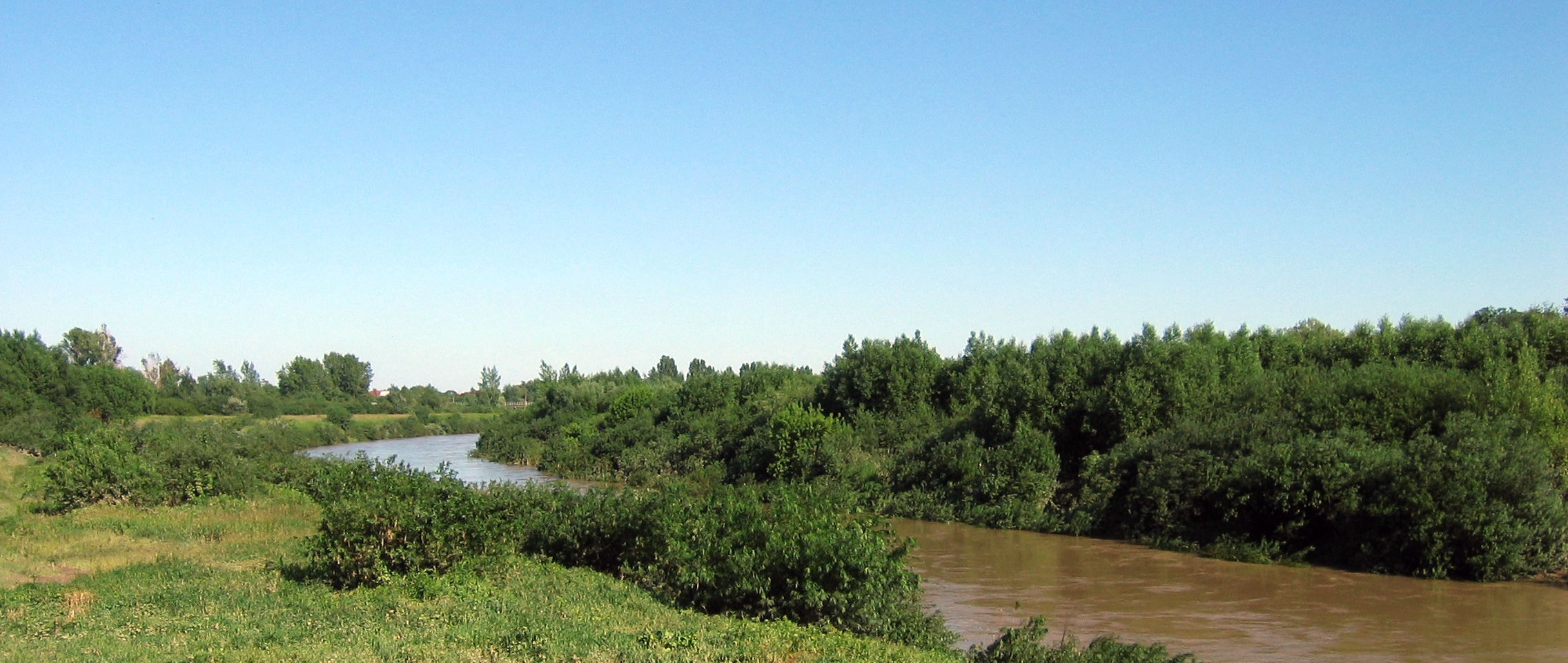
Wisłoka in Mielec

維斯沃卡河是波蘭的河流，屬於維斯瓦河的右支流，河道全長164公里，流域面積4,110平方公里，河畔城鎮有梅萊茨、亞斯沃、登比察和普熱茨瓦夫。
50°26′16″N 21°23′07″E / 50.43778°N 21.38528°E